# 美国实验中学
美國實驗中學 （American University Preparatory School），簡稱AUP，位於南加州洛杉磯，是一所私立國際男女合併的大學預備寄宿學校。提供9-12年級的課程。其教學著重於科學（Science），科技（Technoloy），工程（Engineering），藝術（Arts）和數學（Mathematics）的課程，英文簡稱為STEAM。美國實驗中學致力於培育具領導能力與企業家精神的21世紀全球公民。 目前與Colburn Music Academy及ICL Academy for Film & Performing Arts有合作關係。

## 历史
AUP成立的愿景是建立一个融合严谨的学术和多元技术的学习环境。培养学生透过多重项目和国内外实习资源，在STEAM，人文科研，社会科学，全球领导力等跨领域的灵活，创新方式学习并实践所学。 AUP的学术顾问委员们由洛杉矶地区著名大学学者，研究人员， K-12 教育领导和专业人员而组成。此外，AUP的董事会成员的背景有：南加州大学马歇尔商学院，加州大学洛杉矶分校加州纳米研究院及法律学院，比佛利山庄统一学区，加州州立大学，洛杉矶太平洋轮缘研究所，Maremel学院和加州大学洛杉矶分校附属医学院。AUP的领导团队和师资持有国际享有盛誉的学术机构的高级学位包括加州大学洛杉矶分校，加州大学戴维斯分校，加州大学伯克利分校，南加州大学，波士顿大学，乔治华盛顿大学，明尼苏达大学，华盛顿大学医学学院，及哈佛大学。

## 使命与愿景
AUP提供优质创新的适性教育，培植多元全面发展，协助学生发挥天赋潜能，理解、尊重他人及其文化的异同，並注重自立自主学习能力。
AUP的使命如下：
1. 推广对真理和卓越的渴求；
2. 尊重他人、诚实和礼貌是人人在校内外的基本标准；
3. 强调课程中的逻辑分析、清楚表达和批判性思维;
4. 鼓励大量参与校内及社区的各项活动與服務，並从中学习关怀他人、發展自我价值；
5. 培养学生自主学习、独立、自律的能力和品格教育。

## 课程目标
主导AUP课程的五个学习目标： （1）取得有效的沟通、技术和领导技能；（2）在协作环境中培养创造性與批判性思维以及解决问题的技能； （3）结合理论和实践的研究項目； （4）在核心学科领域里，实现高等学术能力，推理能力，以及研究技能和（5）研究探討全球性环境中的品德文化。
教学方法着重融合式的学习。除了进行面对面指导与技术教學的活动外，更提倡适性教学、小组合作，并与教师和同伴有效沟通。教师与学生的比例合理，小班制，可以增加学生的参与和个人关注以利学生的学业进展，满足学校的课程目标。

## 全球公民
美國實驗中學的宗旨是培育学生成为21世纪的全球領導者。课程由教师与其专业领域的讲师共同在全球研究领域的公共健康、還境科学、国际研究、政治学和经济学等方面配合指导。全球公民课程分为两个学期，每个年级第一学期，学生学习全球性问题的理论性和概念性知识；第二学期，学生进行研究和设计项目，探討如何解决全球問題。在9年级時实施品格教育和全球社会学习，10年级是关注全球健康和环境健康，11年級為全球政策和经济，而12年级則為全球领导力与企业家精神。

## 校园
美國實驗中學位於洛杉磯市中心，是藝術、文化、商業、政府機構、體育和戲劇等活動匯集處。附近的運動中心、博物館和教育機構包括南加州大學和加州大學洛杉磯分校、史坦波中心、洛杉磯紀念體育館、博覽會公園、加州科學中心、國家歷史博物館、洛杉磯時裝區、博物館、當代藝術館（MOCA）和華特·迪士尼音樂廳。美國實驗中學座落在人文薈集，得天獨厚的大都會位置，提供學生實習和社區服務的機會。

## 学生生活
美國實驗中學的教室、社區、戶外教學和出國留學構成完善的教育經驗；其地利之便則提供學生多樣實習和社區服務的機會。休閒時有各樣體育賽事，如加州大學洛杉磯分校，南加州大學足球，及湖人、快艇、道奇或國王隊的籃球比賽。學生音樂表演、劇院、博物館、公共講座、藝術表演和戲劇等活動都近在咫尺。